# Dhanaula
Dhanaula (en punyabí: ধানাউলা ) es una ciudad de la India en el distrito de Barnala, estado de Punyab.

## Geografía
Se encuentra a una altitud de 231 m s. n. m. a 155 km de la capital estatal, Chandigarh, en la zona horaria UTC +5:30.

## Demografía
Según estimación 2010 contaba con una población de 20 484 habitantes.

Entrance of Govt. Senior Secondary School (Boys) Dhanaula (Barnala)